# Pietro Zorutti
Pietro Zorutti (Pieri Çorut) (Lonzano del Collio, 27 dicembre 1792 – Udine, 23 febbraio 1867) è stato un poeta italiano.
«Ne l’an nonantedòi / Mi àn fabricàd in doi. / Soi nassùd a Lonzàn / In çhase di Frisacc, / E stad a scuèle là del capelàn…»
[Nell’anno novantadue / mi hanno fabbricato in due. / Sono nato a Lonzano / in casa di Frisacco, / e sono stato a scuola dal cappellano…] , Ècomi , dicembre 1842.
Ha studiato a Cividale del Friuli presso il collegio dei padri somaschi (dal 1801 al 1808), poi due anni di liceo a Udine. Nel 1810 è “alunno” presso la pretura del Passariano, dal dicembre 1812 al maggio successivo è nella milizia italiana, al servizio del Regno italico a Venezia e a Milano.  Nel 1814 trova impiego presso l’Intendenza di Udine, lavoro che manterrà fino al 1854. Del 1817 sposa Lucia Campanili, da Cordovado, nello stesso anno muore il padre che aveva dilapidato le fortune familiari. In quell’anno di fame, la madre, ceduta la casa di Cividale, si trasferisce a Udine in borgo Villalta, ricompattando la famiglia. Nel 1818 nasce il figlio Ettore. Nel 1843 morì la madre, nel 1861 il figlio Ettore che  lascia a suo carico la vedova e quattro orfani, nel 1866 la sorella Carolina  la moglie. Una parabola nella morsa delle sofferenze e del bisogno. A distanza di pochi mesi, il 23 febbraio 1867, muore di apoplessia in una Udine distratta che gli tributa funerali spogli.
La sua fama è dovuta soprattutto alla pubblicazione ogni anno dal 1821 al 1867 degli almanacchi lunari (Strolics, in friulano) dove riportava le sue composizioni poetiche in lingua friulana, di solito di soggetto naturalistico od ironico e di occasione. Rienzo Pellegrini lo definisce "un personaggio estroso e bizzarro, pronto alla battuta bonaria o graffiante, che, con il tocco dell’ironia, sa restituire alle cose della vita le loro proporzioni". Zorutti è stato tradotto in italiano, in inglese e in sloveno
La sua poesia più famosa rimane Plovisine, scritta nel 1831; Zorutti è sempre stato considerato come il miglior raffiguratore letterario della vita della gente friulana e per questo è uno dei poeti friulani più conosciuti ed imitati; i suoi componimenti partivano da un'ambientazione pre-romantica, perché Zorutti era affascinato dai poeti del romanticismo e questo gli valse l'elogio di letterati come Tommaseo e Carducci.
Fu criticato da Ugo Pellis per aver dedicato un'opera "Il bon pari", all'imperatore d'Austria Francesco Giuseppe, che in quell'epoca, subito dopo la fine della Grande Guerra, era considerato dai nazionalisti italiani una persona da cancellare dalla storia del Friuli. Ricevette critiche dagli esponenti della nuova poesia friulana del secondo dopoguerra, fra cui Pier Paolo Pasolini che lo considerava uno scrittore vecchio ed incapace di un proprio carattere poetico; altra critica è stata di aver considerato il friulano una lingua di basso livello, buona solo per piccole cose.
Il suo merito più grande è probabilmente quello di aver tolto dal mondo agreste la lingua usata da Ermes di Colloredo e di aver fatto crescere la lingua friulana a un maggior livello di conoscenza e di diffusione.